# Свячене (заказник)
Свячене — гідрологічний заказник місцевого значення. Об'єкт розташований на території Маньківського району Черкаської області, смт Маньківка.
Площа — 2 га, статус отриманий у 2007 році.